# Lövudden
Lövudden är en av SCB avgränsad och definierad småort i Aneby kommun i Jönköpings län. 
Småorten är belägen i Haurida socken på en nordostsluttning på en udde i sjön Bunn.
Bebyggelsen klassades av SCB som småort 2020.